# Zikanapis foersteri
Zikanapis foersteri är en biart som beskrevs av Jesus Santiago Moure och Antero Frederico de Seabra 1962. Zikanapis foersteri ingår i släktet Zikanapis och familjen korttungebin. Inga underarter finns listade i Catalogue of Life.